# أولاد امحمد (الدغاغنة)
أولاد امحمد هو دُوَّار يقع بجماعة قصبة بن مشيش، إقليم برشيد، جهة الدار البيضاء سطات في المملكة المغربية. ينتمي الدوّار لمشيخة الدغاغنة التي تضم 14 دوار. يقدر عدد سكانه بـ 358 نسمة حسب الإحصاء الرسمي للسكان والسكنى لسنة 2004.

## روابط خارجية
- البوابة الوطنية للجماعات الترابية
- المندوبية السامية للتخطيط